# 925
925 (CMXXV) var ett normalår som började en lördag i den julianska kalendern.

## Händelser

### Okänt datum
- Den kroatiske fursten Tomislav I antar titeln kung med påvlig välsignelse.

## Födda
- Dubrawka av Böhmen, furstinna av Polen.
- Johannes I Tzimiskes, kejsare av bysantinska riket.
- Judit av Bayern, Bayerns regent.

## Avlidna
- 11 december – Sancho I av Pamplona, kung av Navarra.